# Hanna Kebingerová
Hanna Kebingerová (* 26. listopadu 1997 Garmisch-Partenkirchen) je německá biatlonistka.
Biatlonu se věnuje od roku 2007. Ve světovém poháru  debutovala v lednu 2022 v Ruhpoldingu, kde ve sprintu dojela na 66. místě.
Ve své dosavadní kariéře nezvítězila ve světovém poháru v žádném individuálním ani kolektivním závodě. Jejím doposud nejlepším umístěním je čtvrté místo ze závodu s hromadným startem z Osla z března 2023. V kolektivních závodech vystoupala v rámci světového poháru třikrát na stupně vítězů.

## Výsledky

### Olympijské hry a mistrovství světa
| Sezóna  | D  | Místo   | SP  | SZ | HZ  | IZ  | ŠT | SŠT | SZD | Věk    |
| ------- | -- | ------- | --- | -- | --- | --- | -- | --- | --- | ------ |
| 2022/23 | MS | Oberhof | 17. | 8. | 12. | 30. | 2. | –   | –   | 25 let |

Poznámka: Výsledky z olympijských her a mistrovství světa se do hodnocení světového poháru nezapočítávají.